# Jorgos Migas
Jorgos Migas (gr. Γιώργος Μύγας, ur. 7 kwietnia 1994 w Amfilochii) – grecki piłkarz występujący na pozycji prawego obrońcy w greckim klubie Wolos.

## Kariera klubowa
Grę w piłkę nożną rozpoczął w akademii piłkarskiej Panetolikosu GFS, gdzie szkolono go do gry na pozycji prawoskrzydłowego. Latem 2012 roku włączono go do składu pierwszej drużyny, występującej na poziomie Football League. 29 września 2012 rozegrał pierwszy mecz w zawodowej karierze w przegranym 0:1 spotkaniu z AEL Kallonis. W sezonie 2012/13 wywalczył z Panetolikosem awans do Superleague Ellada, w której zadebiutował 18 sierpnia 2013 w meczu przeciwko Panathinaikosowi AO (0:2). W sezonie 2014/15, w wyniku poważnej kontuzji Diego Bejarano, został przekwalifikowany na prawego obrońcę i rozpoczął regularne występy. Latem 2018 roku trener Traianos Delas wykluczył go ze składu i zezwolił mu na poszukiwanie nowego pracodawcy. Decyzja ta poparta była obniżką formy, jaką Mygas zaprezentował po wyleczeniu urazu, którego doznał w sierpniu 2017 roku. Wkrótce po tym otrzymał oferty od zespołów grających w Superleague, które odrzucił ze względów finansowych. Po rundzie jesiennej sezonu 2018/19, w której nie rozegrał on żadnego meczu, rozwiązał obowiązujący go z klubem kontrakt. W latach 2012–2018 rozegrał łącznie dla Panetolikosu GFS 99 ligowych spotkań, w tym 81 na poziomie greckiej ekstraklasy.
W styczniu 2019 roku podpisał półroczną umowę z Zagłębiem Sosnowiec, prowadzonym przez Valdasa Ivanauskasa. 9 lutego tegoż roku zadebiutował w Ekstraklasie w przegranym 0:2 meczu ze Śląskiem Wrocław. 2 marca strzelił pierwszą bramkę w polskiej lidze w spotkaniu przeciwko Koronie Kielce (4:1). Po zakończeniu rundy wiosennej sezonu 2018/19, w której zaliczył 15 występów i zdobył 2 gole, Zagłębie zajęło ostatnie miejsce w tabeli i spadło do I ligi. Mygas opuścił zespół i przez kolejne 8 miesięcy pozostawał bez klubu. W lutym 2020 roku został zawodnikiem APO Lewadiakos (Superleague Ellada 2).

## Kariera reprezentacyjna
Występował w młodzieżowych reprezentacjach Grecji w kategorii U-19 (2013) oraz U-21 (2015–2016).